# Louis-François-Joseph de La Barre
Pour les articles homonymes, voir De La Barre.
Louis-François-Joseph de La Barre est un auteur, éditeur et traducteur d'ouvrages historiques et journaliste français né à Tournai le 9 mars 1688, mort à Paris le 24 mai 1738 .
Il rédigea le Journal de Verdun en 1727, donna une édition estimée du Spicilegium de D'Achéry en 1723, et publia des Mémoires de Charles VI en 1730. Élu dès 1727 membre de l'Académie des inscriptions, il enrichit les mémoires de cette compagnie de savantes dissertations historiques.

## Biographie
Louis-François-Joseph de La Barre est le fils de Paul-Joseph de la Barre, conseiller référendaire en la chancellerie de Flandres, et substitut du procureur général au Conseil provincial de Valenciennes, et Jeanne-Marguerite Hayet, sa première femme. Son père s'était associé dans divers traités qui tournèrent si mal qu'il fut ruiné en dix ans. Heureusement, il fut mis dans une pension avant la ruine de son père où il fut apprécié par le maître de pension qui a accepté de le garder quand son père cessa de la payer. Il le fit entrer comme boursier au collège Sainte-Barbe. Un des professeurs le prit avec lui après le collège et lui a enseigné le grec pendant deux ans, l'a entraîné dans la lecture et la collation des manuscrits en le formant son esprit à la critique et au discernement.
Un jeune bénédictin protégé du duc Cosme III, Dom Anselmo Banduri, vint à Paris pour s'y former à l'étude des Antiquités et y faire imprimer des ouvrages. Louis-François-Joseph de La Barre lui fut présenter comme une personne capable de copier, d'extraire et de vérifier dans les manuscrits ce qu'on lui demanderait, de veiller sur les impressions et les gravures, et de corriger les épreuves. Grâce à cette collaboration, Dom Anselmo Banduri a pu publier les deux volumes de Imperium Orientale et le Recueil des médailles des empereurs depuis Trajan Dèce jusqu'aux derniers Paléologues. Voyant la qualité de son travail, Dom Anselmo Banduri a obtenu du grand-duc de Toscane de lui faire une pension qui a été payée jusqu'au dernier souverain de la maison de Médicis.
Après la fin de ce travail, les libraires lui ont demandé de travailler sur le Spicilegium de Dom Luc d'Achery qui avait été publié entre 1655 et 1677 sans ordre chronologique. Il a alors repris le Spicilegium en rangeant les pièces dans leur ordre chronologique et les a partagés en trois volumes. Le premier est consacré aux traités dogmatiques, moraux et polémiques, le deuxième regroupant des pièces appartenant à l'histoire ecclésiastique, et le troisième à ceux regardant l'histoire profane. Les livres ont été augmentés des pièces découvertes après la première publication du Spicilegium.
Il a porté ensuite son intérêt à la géographie et la chronologie anciennes, à l'histoire fabuleuse et à celle des temps héroïques. Il a entrepris une nouvelle édition du Dictionnaire historique de Louis Moreri dont il a vérifié tous les articles. Cette nouvelle édition a été publiée en 1725, un quart plus ample que celle de 1718.
Il est nomme membre associé de l'Académie royale des inscriptions et belles-lettres en 1727. Il a donné plusieurs mémoires à l'Académie.
La même année, il s'est chargé de continuer la Suite de la Clef ou Journal historique sur les matières du tems ou Journal de Verdun et l'a soutenu jusqu'à sa mort.
En 1729 il a publié les Mémoires de l'histoire de France et de Bourgogne communément appelés Journal de Charles VI. En 1732, il a donné une nouvelle édition du Secrétaire de Cabinet et du Secrétaire de la Cour. En 1733, il a repris et corrigé l' Histoire de France sous le règne de Louis XIV d'Isaac de Larrey, publié sous le nom de Rotterdam en neuf volumes. En 1735, il fait paraître une Histoire (abrégée) de la Ville de Paris (jusqu'en 1730), avec les privilèges accordés aux bourgeois de cette ville, sa description, ses rues, fontaines, etc en cinq volumes extraite de celle du Père Lobineau.
Quinze mois avant sa mort, il a entrepris un Dictionnaire d'Antiquités grecques et romaines en quatre volumes qu'il comptait achever en trois ans mais qu'il n'a pu terminer.

## Sources
Cet article comprend des extraits du Dictionnaire Bouillet. Il est possible de supprimer cette indication, si le texte reflète le savoir actuel sur ce thème, si les sources sont citées, s'il satisfait aux exigences linguistiques actuelles et s'il ne contient pas de propos qui vont à l'encontre des règles de neutralité de Wikipédia.